# فيشا الكبرى
فيشا الكبرى إحدى قرى مركز منوف التابع لمحافظة المنوفية بجمهورية مصر العربية.

## التاريخ
قرية فيشا الكبرى من القرى القديمة، واسمها الأصلي وقت الفتح الإسلامي لمصر هفيشتو (بالإنجليزية: Hephaistou)‏، وقد وردت باسم فيشه الكبرى في أعمال المنوفية ضمن قرى الروك الصلاحي التي أحصاها ابن مماتي في كتاب قوانين الدواوين، كما وردت باسم فيشه الكبرى في أعمال المنوفية ضمن قرى الروك الناصري التي أحصاها ابن الجيعان في كتاب «التحفة السنية بأسماء البلاد المصرية». وفي العصر العثماني كان اسمها في تربيع سنة 933هـ/1527م الذي أجراه الوالي العثماني سليمان باشا الخادم في عصر السلطان العثماني سليمان القانوني فيشه الكبرى ضمن قرى ولاية المنوفية، وفي تاريخ 1228هـ/1813م الذي عدّ قرى مصر بعد المسح الذي قام به محمد علي باشا باسم فيشا الكبرى ضمن قرى مديرية المنوفية.

## السكان
بلغ عدد سكان فيشا الكبرى 17,274 نسمة، حسب الإحصاء الرسمي لعام 2006.